# 葉列茨
葉列茨（羅馬化：Yelets）是俄羅斯利佩茨克州的城市，坐落於索斯納河畔。2010年人口108,404；2002年人口116,726；1989年人口120,261。

## 行政和市政地位
在俄羅斯的行政區劃框架下，葉列茨是葉列茨區的行政中心，儘管它根本不在該區之內。

## 經濟和交通
這個城市與莫斯科、利佩茨克、奧廖爾和羅斯托夫有鐵路與M4公路相連接。
城市的主要產業有石灰石採礦、工程、食品加工、紡織服裝（葉列茨蕾絲）、煙草加工和伏特加蒸餾。

## 文教
這個城市有一個劇院，電影院和幾個體育場館。
葉列茨州立大學於2000年由一所研究所升級而來，全市有8所中學。